# Ляшки (гмина)
Ляшки (пол. Laszki) — сельская гмина (волость) в Польше, входит как административная единица в Ярославский повет, Подкарпатское воеводство. Население — 7012 человек (на 2004 год).

## Демография
| Перепись                       | Всего   | Всего | Женщины | Женщины | Мужчины | Мужчины |
| ------------------------------ | ------- | ----- | ------- | ------- | ------- | ------- |
| Единицы                        | человек | %     | человек | %       | человек | %       |
| Население                      | 7012    | 100   | 3506    | 50      | 3506    | 50      |
| Плотность населения (чел./км²) | 50,9    | 50,9  | 25,4    | 25,4    | 25,4    | 25,4    |

## Сельские округа
1. Бобрувка
2. Харытаны
3. Чернявка
4. Коженица
5. Ляшки
6. Менкиш-Новы
7. Менкиш-Стары
8. Тухля
9. Ветлин
10. Ветлин-Первши
11. Ветлин-Тшеци
12. Ветлин-Осада
13. Высоцко
14. Буковина
15. Тухля-Осада

## Соседние гмины
1. Гмина Ярослав
2. Гмина Олешице
3. Гмина Радымно
4. Гмина Вёнзовница
5. Гмина Вельке-Очи